# Diatónico y cromático
Diatónico (griego: διατονική) y cromático (χροματικί) son términos de la teoría musical a menudo utilizados para caracterizar la escala musical, y es también aplicado a instrumentos musicales, intervalos, acordes, notas, estilos musicales, y clases de armonía. Todos estos conceptos fueron introducidos desde la antigua Grecia, y son a menudo utilizados como par, especialmente aplicado para contrastar características de la música de práctica común.
Estos plazos pueden significar cosas diferentes en contextos diferentes. Muy a menudo, diatónico refiere a los elementos musicales que derivaron de los modos y transposiciones de la "escala de nota blanca", DO-RE-MI-FA-SOL-LA-SI. En algunos usos incluye todas las  formas de la escala heptatónica escala que es en común en la música Occidental.
El cromático se refiere a las estructuras que derivaron de las 12 notas de la escala cromática, el cual consta de semitonos. Históricamente, tuvo también otros usos, refiriendo en teoría de la música griega Antigua a una sintonía particular del tetracordio.

## Historia

### En Grecia
En Grecia lo más común eran tres sintonías estándares (sabidos por la palabra latina genus) de una lira. Estas tres sintonías se llamaron diatónicos, cromáticos, y enarmónico, y las secuencias de cuatro notas que produjeron se llamaron tetracordios (τετραχορδιος) "cuatro cuerdas"). Un tetracordiο diatónico comprende en descender dos tonos enteros y un semitono, como LA SOL FA MI.
Estos conceptos fueron introducidos (con muy leves modificaciones) posteriormente en los períodos de la Edad Media y Renacimiento.

## Escala diatónica

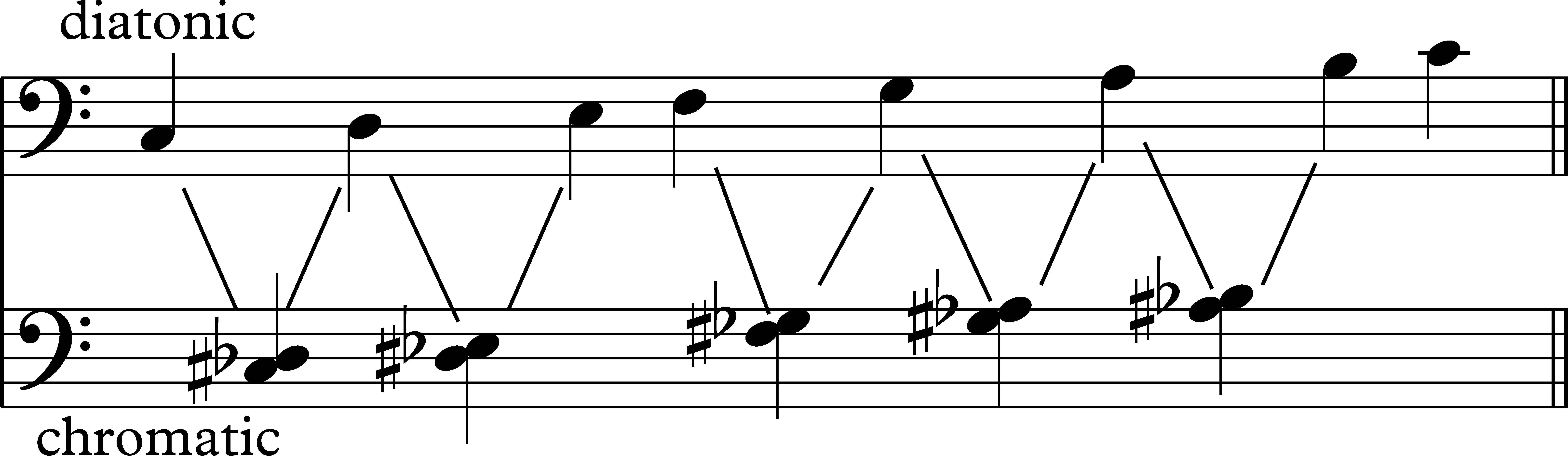
Las notas de escala diatónicas (encima) y la no-escala cromáticas (abajo)

## Escala cromática
Escala cromática son DO: la octava asciende y desciendende.

### En sistemas diferentes de afinación
Intervalos diatónico y cromatico de Pitágoras: MI♮-FA♮ y MI ♮-MI♯

## Acordes
Los acordes diatónicos son los que están construidos utilizando notas únicas de la misma escala diatónica; los otros acordes están considerados cromáticos. Y para algunos teóricos, los acordes son diatónicos en un sentido relativo: la tríada aumentada RE♭-SOL–SI♮ es diatónico hacia o dentro de DO menor.

### Modulación
- La modulación diatónica es una modulación mediante una progresión diatónica.[6]
- La modulación cromática es una modulación  mediante una progresión cromática, en el primer sentido citado arriba.

- Música de la Antigua Grecia